# Giro di Romandia 1971
Il Giro di Romandia 1971, venticinquesima edizione della corsa, si svolse dal 4 al 9 maggio su un percorso di 982 km ripartiti in 5 tappe (la prima e la quinta suddivise in due semitappe) e un cronoprologo, con partenza a Ginevra e arrivo a Lugano. Fu vinto dall'italiano Gianni Motta della Salvarani davanti al suo connazionale Antonio Salutini e al belga Willy Van Neste.

## Tappe
| Tappa  | Data     | Percorso                              | km  | Vincitore di tappa | Leader cl. generale |
| ------ | -------- | ------------------------------------- | --- | ------------------ | ------------------- |
| Prol.  | 4 maggio | Ginevra > Ginevra (cron. individuale) | 4   | Felice Gimondi     | Felice Gimondi      |
| 1ª-1ª  | 5 maggio | Ginevra > Losanna                     | 131 | Patrick Sercu      | Patrick Sercu       |
| 1ª-2ª  | 5 maggio | Losanna > Estavayer-le-Lac            | 80  | Franco Bitossi     | Franco Bitossi      |
| 2ª     | 6 maggio | Estavayer-le-Lac > Porrentruy         | 205 | Romano Tumellero   | Patrick Sercu       |
| 3ª     | 7 maggio | Porrentruy > Friburgo                 | 200 | Marcello Bergamo   | Patrick Sercu       |
| 4ª     | 8 maggio | Friburgo > Sierre                     | 182 | Gianni Motta       | Gianni Motta        |
| 5ª-1ª  | 9 maggio | Brissago > Lugano                     | 90  | Gianni Motta       | Gianni Motta        |
| 5ª-2ª  | 9 maggio | Lugano > Lugano                       | 90  | Tomas Pettersson   | Gianni Motta        |
| Totale | Totale   | Totale                                | 982 |                    |                     |

## Dettagli delle tappe

### Prologo
- 4 maggio: Ginevra > Ginevra (cron. individuale) – 4 km

| Pos. | Corridore      | Squadra     | Tempo |
| ---- | -------------- | ----------- | ----- |
| 1    | Felice Gimondi | Salvarani   |       |
| 2    | Jürg Schneider | Mobel Marki |       |
| 3    | Joël Bernard   | Sonolor     |       |

| Pos. | Corridore      | Squadra   | Tempo |
| ---- | -------------- | --------- | ----- |
| 1    | Felice Gimondi | Salvarani |       |

### 1ª tappa - 1ª semitappa
- 5 maggio: Ginevra > Losanna – 131 km

| Pos. | Corridore      | Squadra | Tempo |
| ---- | -------------- | ------- | ----- |
| 1    | Patrick Sercu  | Dreher  |       |
| 2    | Franco Bitossi | Filotex |       |
| 3    | Marino Basso   | Molteni |       |

| Pos. | Corridore     | Squadra | Tempo |
| ---- | ------------- | ------- | ----- |
| 1    | Patrick Sercu | Dreher  |       |

### 1ª tappa - 2ª semitappa
- 5 maggio: Losanna > Estavayer-le-Lac – 80 km

| Pos. | Corridore      | Squadra     | Tempo |
| ---- | -------------- | ----------- | ----- |
| 1    | Franco Bitossi | Filotex     |       |
| 2    | Patrick Sercu  | Dreher      |       |
| 3    | Albert Fritz   | Mobel Marki |       |

| Pos. | Corridore      | Squadra | Tempo |
| ---- | -------------- | ------- | ----- |
| 1    | Franco Bitossi | Filotex |       |

### 2ª tappa
- 6 maggio: Estavayer-le-Lac > Porrentruy – 205 km

| Pos. | Corridore        | Squadra   | Tempo |
| ---- | ---------------- | --------- | ----- |
| 1    | Romano Tumellero | Molteni   |       |
| 2    | Patrick Sercu    | Dreher    |       |
| 3    | Gianni Motta     | Salvarani |       |

| Pos. | Corridore     | Squadra | Tempo |
| ---- | ------------- | ------- | ----- |
| 1    | Patrick Sercu | Dreher  |       |

### 3ª tappa
- 7 maggio: Porrentruy > Friburgo – 200 km

| Pos. | Corridore        | Squadra   | Tempo |
| ---- | ---------------- | --------- | ----- |
| 1    | Marcello Bergamo | Filotex   |       |
| 2    | Rini Wagtmans    | Molteni   |       |
| 3    | André Poppe      | Hertekamp |       |

| Pos. | Corridore     | Squadra | Tempo |
| ---- | ------------- | ------- | ----- |
| 1    | Patrick Sercu | Dreher  |       |

### 4ª tappa
- 8 maggio: Friburgo > Sierre – 182 km

| Pos. | Corridore     | Squadra       | Tempo |
| ---- | ------------- | ------------- | ----- |
| 1    | Gianni Motta  | Salvarani     |       |
| 2    | Pieter Nassen | Flandria-Mars |       |
| 3    | Italo Zilioli | Ferretti      |       |

| Pos. | Corridore    | Squadra   | Tempo |
| ---- | ------------ | --------- | ----- |
| 1    | Gianni Motta | Salvarani |       |

### 5ª tappa - 1ª semitappa
- 9 maggio: Brissago > Lugano – 90 km

| Pos. | Corridore        | Squadra   | Tempo |
| ---- | ---------------- | --------- | ----- |
| 1    | Gianni Motta     | Salvarani |       |
| 2    | Guerrino Tosello | Molteni   |       |
| 3    | Francis Ducreux  | Bic       |       |

| Pos. | Corridore    | Squadra   | Tempo |
| ---- | ------------ | --------- | ----- |
| 1    | Gianni Motta | Salvarani |       |

### 5ª tappa - 2ª semitappa
- 9 maggio: Lugano > Lugano – 90 km

| Pos. | Corridore        | Squadra     | Tempo |
| ---- | ---------------- | ----------- | ----- |
| 1    | Tomas Pettersson | Ferretti    |       |
| 2    | Albert Fritz     | Mobel Marki |       |
| 3    | Silvano Schiavon | Dreher      |       |

| Pos. | Corridore        | Squadra       | Tempo     |
| ---- | ---------------- | ------------- | --------- |
| 1    | Gianni Motta     | Salvarani     | 24h20'37" |
| 2    | Antonio Salutini | Filotex       | a 50"     |
| 3    | Willy Van Neste  | Flandria-Mars | s.t.      |

## Classifiche finali

### Classifica generale
| Pos. | Corridore         | Squadra           | Tempo     |
| ---- | ----------------- | ----------------- | --------- |
| 1    | Gianni Motta      | Salvarani         | 24h20'37" |
| 2    | Antonio Salutini  | Filotex           | a 50"     |
| 3    | Willy Van Neste   | Flandria-Mars     | s.t.      |
| 4    | Guerrino Tosello  | Molteni           | a 1'30"   |
| 5    | Erik Pettersson   | Ferretti          | a 1'40"   |
| 6    | Francis Ducreux   | Bic               | s.t.      |
| 7    | Wladimiro Panizza | Cosatto-Marsicano | s.t.      |
| 8    | Gilbert Bellone   | Sonolor-Lejeune   | s.t.      |
| 9    | Italo Zilioli     | Ferretti          | a 2'12"   |
| 10   | Aldo Moser        | GBC               | s.t.      |